# Risk (Megadeth-Album)
Risk (englisch für: „Risiko“) ist das achte Studioalbum der US-amerikanischen Metal-Band Megadeth. Es erschien im August 1999 auf Capitol Records. Die Musik auf Risk lässt sich als Heavy Metal mit einigen Einflüssen aus Hard Rock, etwa beim ruhigen Breadline, Thrash – wie bei Prince of Darkness – und Industrial Rock, so etwa bei Crush ’Em, beschreiben.

## Entstehung
Vor den Aufnahmen von Risk trennte sich Bandleader Dave Mustaine Ende 1998 von Schlagzeuger Nick Menza, zu dem das Verhältnis nach Aussage Menzas schon länger nicht mehr intakt war. Mustaine nannte auch Menzas Knieoperation, die sich auf dessen Schlagzeugspiel ausgewirkt habe. So habe man zunächst Jimmy DeGrasso (ehemals Suicidal Tendencies und Alice Cooper) für die zu dieser Zeit laufende Tour verpflichtet, der dann, als es mit Menza „nicht richtig vorwärts“ gegangen sei, fest in die Band geholt wurde. So spielte DeGrasso, den Mustaine von seinem Projekt MD.45 kannte, Risk auch ein. Risk wurde erneut mit Ex-Giant-Gitarrist Dann Huff in Nashville, Tennessee aufgenommen. Von April bis Mai 1999 wurde dort auch das Abmischen durchgeführt.
Beim Songwriting zeigte sich Mustaine von der „Modern-Metal“-Welle um Bands wie Fear Factory, Korn, Sevendust, aber auch von Ministry, Tool und Nine Inch Nails beeinflusst. Trotzdem gab es auch traditionellere Einflüsse wie bei Time: The End, das von Mercyful Fate inspiriert ist. Die erste Single Crush ’Em wurde von Wrestling-Fan Mustaine explizit für Stadion- und Sport-Veranstaltungen geschrieben, wo sie auch häufig eingesetzt wurde und wird. Das zugehörige Video wurde mit Schauspieler Jean-Claude Van Damme und Wrestler Bill Goldberg gedreht. Es war auch Bestandteil des Soundtracks von Van Dammes Film Universal Soldier – Die Rückkehr. Weitere Singles waren Breadline und Insomnia. Der Titel der Platte spielt auf eine Aussage von Lars Ulrich von Metallica an, Megadeth müssten musikalisch mehr Risiko eingehen. Im Anschluss spielte die Band auf dem Woodstock-Festival 1999 und anschließend in Europa als Vorband von Iron Maiden. Ende des Jahres stieg Gitarrist Marty Friedman aus, er wurde durch Al Pitrelli von Savatage ersetzt. Im Sommer 2000 tourte die Band mit Anthrax und Mötley Crüe.

## Titelliste
1. Insomnia – 4:43
2. Prince of Darkness – 6:26
3. Enter the Arena – 0:52
4. Crush 'Em – 4:57
5. Breadline – 4:23
6. The Doctor Is Calling – 5:40
7. I’ll Be There – 4:19
8. Wanderlust – 5:21
9. Ecstasy – 4:28
10. Seven – 5:00
11. Time: The Beginning – 3:04
12. Time: The End – 2:26
13. Insomnia (Jeff Balding Mix) *
14. Breadline (Jack Joseph Puig Mix) *
15. Crush 'Em (Jock Mix) *

Die mit * bezeichneten Stücke sind Bonusstücke der Wiederveröffentlichung von 2004. Auf der Japan-Version war das Instrumental-Stück Duke Nukem Theme enthalten.

## Rezeption
Von einigen Fans kritisiert, stieß Risk auch in der Presse auf ein unterschiedliches Echo. Steve Huey von allmusic.com sah das Album nicht allzu weit von den beiden Vorgängern entfernt und bezeichnete die Platte daher als falsch benannt. Einige Songs seien „besser als andere“ und die seien genug, das Album zu tragen, wenn man den Stil möge. Er vergab zweieinhalb von fünf Sternen. Im Rock Hard schrieb Boris Kaiser: „Hat man Risk erst einige Male durch die Gehörgänge perlen lassen, kristallisieren sich durchaus ein paar magische Momente heraus.“ Kaiser vergab acht von zehn Punkten.

## Chartplatzierungen
| ChartsChartplatzierungen       | Höchstplatzierung | Wochen |
| ------------------------------ | ----------------- | ------ |
| Deutschland (GfK)              | 38 (3 Wo.)        | 3      |
| Österreich (Ö3)                | 34 (4 Wo.)        | 4      |
| Vereinigtes Königreich (OCC)   | 29 (2 Wo.)        | 2      |
| Vereinigte Staaten (Billboard) | 16 (8 Wo.)        | 8      |